# Chuck Findley
Charles „Chuck“ B. Findley (* 15. Dezember 1947 in Johnstown, Pennsylvania) ist ein US-amerikanischer Jazztrompeter.

## Leben und Wirken
Bereits mit vier Jahren begann der Sohn eines Musikers in Cleveland, Ohio mit dem Trompetenspiel. Auch mit anderen Blechblasinstrumenten ist er aufgetreten. Im Alter von elf Jahren bekam er ein Stipendium am Cleveland Institute of Music bei Jimmy Dorsey, in dessen Band er erste Gehversuche machen konnte. Auch sein Bruder Bob spielte dieses Instrument. Erste Aufnahmen entstanden 1967 bei Buddy Rich (Big Swing Face). In den Jahren in Los Angeles spielten Bob und Chuck Findley zusammen in der Herb Alpert’s Tijuana Brass. Die Erkennungsmelodie des Films Chinatown (1974), komponiert von Jerry Goldsmith, enthält ein markantes Trompetensolo, das von Findley gespielt wurde.
Im Laufe seiner Karriere spielte Findley mit vielen namhaften Größen im Show- und Jazzbuisiness zusammen wie B. B. King, Frank Sinatra, Elton John, Tom Waits und Jimmy Haslip.
Im Bereich des Jazz war er zwischen 1967 und 2017 an 100 Aufnahmesessions beteiligt, u. a. mit Groove Holmes, James Brown, Billy May, Michel Legrand, Quincy Jones, The Singers Unlimited, Tom Scott, Lee Ritenour, Paulinho Da Costa, Earl Klugh, Stanley Turrentine, Johnny Hammond Smith, Pharoah Sanders, Grady Tate, Louie Bellson, Peter Herbolzheimer, Freddie Hubbard, Don Menza, Randy Crawford, Al Jarreau, Herbie Hancock, The Manhattan Transfer, Bobby Shew, Dave Grusin, Stan Kenton, Seth MacFarlane und Wayne Bergeron. 2001 spielte er unter eigenem Namen mit dem Metropole Orkest unter Leitung von Rob Pronk das Album Live - Star Eyes ein.

## Quelle
- Friedel Keim: Das grosse Buch der Trompete: Instrument, Geschichte, Trompeterlexikon, Band 1, Schott 2005, ISBN 978-3-7957-0530-5, Seite 527–528